# FK Khazri Buzovna
Der FK Khazri Buzovna war ein aserbaidschanischer Fußballverein aus Buzovna im Stadtbezirk Xəzər der Hauptstadt Baku, der 1992 gegründet wurde und nur 6 Jahre existierte.

## Geschichte
1993 stieg der Verein in die 1. Liga auf. Zwei Jahre später hat es zur Vizemeisterschaft gereicht. 1997 war der Verein jedoch finanziell angeschlagen. Nach 8 Spielen zog man sich vom Spielbetrieb zurück und wurde von der U-18 Nationalmannschaft ersetzt, die dann die Saison zu Ende spielte.

## Vereinsänderungen
- 1992 – FK Khazri Buzovna
- 1993 – FK Khazri-Eltac Buzovna
- 1994 – FK Khazri Buzovna
- 1998 – Auflösung

## Europapokalbilanz
| Saison  | Wettbewerb | Runde         | Gegner        | Gesamt | Hin     | Rück    |
| ------- | ---------- | ------------- | ------------- | ------ | ------- | ------- |
| 1996/97 | UEFA-Pokal | Qualifikation | Hutnik Kraków | 02:11  | 0:9 (A) | 2:2 (H) |

Gesamtbilanz: 2 Spiele, 1 Unentschieden, 1 Niederlage, 2:11 Tore (Tordifferenz −9)